# Dimetria ukośna

Dimetria ukośna

Dimetria ukośna (zwana kawalerską) – aksonometria, w której wszystkie wymiary obiektu równoległe do płaszczyzny {\displaystyle OYZ} przedstawia się bez zmiany długości, natomiast wymiary równoległe do osi {\displaystyle OX} ulegają skróceniu o połowę. Wymiary nierównoległe do osi {\displaystyle OX} i płaszczyzny {\displaystyle OYZ} ulegają skróceniu w różnym stopniu.